# 昆塔尔会议
昆塔尔会议是1916年4月24日至30日期間在瑞士賴興巴赫舉行的一場會議。會議召開前的2個月前，国际社会主义委员会提出要召開昆塔尔会议。 与1915年舉辦的齊美爾瓦爾德會議一样，參與者以社会主义以及社會黨支持者為主。参加这次会议的共有四十三名代表，其中左派代表十二名。

## 与会政党[4]

### 协约国
- 塞尔维亚社会民主党
- 工人国际法国支部反战派
- 意大利社会党
- 葡萄牙社会党

#### 沙皇俄国
- 俄国社会民主工党中央委员会（布尔什维克） - 弗拉基米尔·列宁, 格里戈里·季诺维也夫, 伊涅萨·阿曼德
- 俄国社会民主工党组织委员会（孟什维克） - 尤里·奥西波维奇·马尔托夫, 帕维尔·阿克雪里罗得
- 社会革命党
- 波兰王国和立陶宛社会民主党地方主席团- 卡尔·拉狄克
- 波兰王国和立陶宛社会民主党中央主席团
- 波兰社会党—左翼

### 中立国
- 瑞士社会民主党 - 弗里茨·普拉廷

### 同盟国
- 奥地利社会民主工人党反战派
- 德国社会民主党反战派

### 国际组织
- 国际社会主义委员会 - 罗伯特·格林, 安格里卡·巴拉巴诺夫
- 社会主义青年国际 - 威廉·明岑贝格

崩得、英国、荷兰、奥地利、保加利亚、罗马尼亚、瑞典、挪威一些社会主义团体的代表无法出席。荷兰革命社会主义联盟将其投票权转交给拉狄克，拉脱维亚共产党则转交给季诺维也夫。围绕《社会民主党人》杂志的一个总部在伦敦的立陶宛组织试图联系齐美瓦尔德左派，并委托拉脱维亚代表在左派草拟的宣言上签字。但由于拉脱维亚代表的投票权已转交给季诺维耶夫，因此未能在宣言上签字。独立工党的一名党员以“客人”的身份出席会议。

## 文件
与第一次会议不同，宣言并没有引起太大争议，布里宗提出的文本经委员会修改后得到了一致通过。宣言指出，战争是帝国主义和军国主义造成的，只有各国废除自己的军国主义，战争才会结束。在重申齐美尔瓦尔德会议对资产阶级政府、政党和媒体的谴责的同时，它也批评了社会沙文主义者和资产阶级和平主义者，并明确表示结束战争的唯一途径是工人阶级夺取政权并废除私有制。

### 第二国际执行局
本次会议的主要争议围绕无产阶级“和平政策”的决议以及对国际社会主义局的态度，特别是在其重新召开的情况下。齐美尔瓦尔德左派认为，执行局完全失去了信誉，重点应该放在为第三国际奠定基础上，尽管他们并不排除参加执行局以“撕下他们社会沙文主义脸上的面具”的可能性；帕维尔·阿克雪里罗得等人的观点是，他希望齐美尔瓦尔德派能够努力争取执行局内部更多的成员，因此不主张召开执行局会议，但也不排除参与；以意大利为代表的一种倾向，声称如果在南非、日本、澳大利亚甚至印度代表的参与下重新召开执行局会议，执行局就可能被“征服”，因此主张召开执行局会议。
会议委派一个委员会处理这一争端，此委员会起草了两份草案。阿克雪里罗得为代表的多数派草案主张召开新的执行局会议，从中立国的社会主义者中选出新的执行委员会；国际各支部需将参与资产阶级内阁的成员开除；各党的议员需投票反对战争；所有支部都应使用"一切手段"在民族自决的基础上加快实现不附加赔款和割地的和平。
最终文件谴责第二国际执行委员会没有执行历届世界代表大会的决议；尽管各方提出要求，但没有召开执行局会议；执行委员会主席埃米尔·王德威尔得参加内阁的行为使第二国际成为“帝国主义联盟”的工具；它和反齐美瓦尔德派的“社会沙文主义”党派的友好关系。

### 和平政策
尽管代表们对战争的起因、无产阶级必须在反对战争、争取和平的斗争中发挥积极作用以及谴责“资产阶级”和平计划这一事实达成了广泛的共识，对于工人阶级应该采取什么具体措施来结束战争存在分歧。
最终通过的决议明确指出，战争是资产阶级财产关系造成的一系列帝国主义对抗的结果。战争不会结束资本主义经济或帝国主义，因此它不会消除未来战争的根源。只要资本主义制度存在，国际仲裁法庭、裁军和外交政策民主化等计划就无法结束战争。“因此，争取持久和平的斗争只能是实现社会主义的斗争”。无产阶级的职责是反对民族压迫、对弱国的攻击、战争赔偿，而应该支持保护少数民族以及人民在“真正民主的基础上”的自治。最后，社会主义者应该利用源自战争混乱的群众运动，例如失业运动和对高生活成本的抗议，并将他们团结起来，共同进行一场争取社会主义的国际斗争。

### 同情决议
与齐美瓦尔德会议一样，昆塔尔会议通过了一份同情其“受迫害”的同志的决议。决议指出，俄罗斯、德国、法国、英国，甚至中立的瑞士都曾发生过镇压，这些镇压违背了“解放战争”的既定目标，这些都是革命者的鼓舞人心的例子，他们与社会沙文主义者与其政府的政策作斗争。该决议特别谴责了俄罗斯对犹太人的迫害，并对被释放的法国和德国妇女表示欢迎。决议也敦促所属组织以受迫害同志为榜样，继续煽动不满情绪，加速推翻资本主义。